# Campeonato Sul-Americano de Rugby Seven Masculino de 2009
O Campeonato Sul-Americano de Rugby Seven Masculino de 2009 foi a V edição deste torneio. O torneio foi realizado em São José dos Campos, no Brasil e foi vencido pela Seleção Argentina.

## Seleções participantes
- Argentina
- Brasil
- Chile
- Colômbia
- Paraguai
- Peru
- Uruguai
- Venezuela

## Jogos
| Data                  | Chave A            | Chave A            | Chave A            |
| --------------------- | ------------------ | ------------------ | ------------------ |
| 24 de Janeiro de 2009 | Chile              | 17 - 12            | Colômbia           |
| 24 de Janeiro de 2009 | Argentina          | 45 - 5             | Paraguai           |
| 24 de Janeiro de 2009 | Argentina          | 45 - 0             | Colômbia           |
| 24 de Janeiro de 2009 | Chile              | 51 - 0             | Paraguai           |
| 24 de Janeiro de 2009 | Argentina          | 27 - 0             | Chile              |
| 24 de Janeiro de 2009 | Colômbia           | 26 - 19            | Paraguai           |
| Data                  | Chave B            | Chave B            | Chave B            |
| 24 de Janeiro de 2009 | Brasil             | 49 - 0             | Peru               |
| 24 de Janeiro de 2009 | Uruguai            | 41 - 0             | Venezuela          |
| 24 de Janeiro de 2009 | Uruguai            | 36 - 5             | Peru               |
| 24 de Janeiro de 2009 | Brasil             | 26 - 7             | Venezuela          |
| 24 de Janeiro de 2009 | Uruguai            | 15 - 7             | Brasil             |
| 24 de Janeiro de 2009 | Peru               | 21 - 19            | Venezuela          |
| Data                  | Semifinal Bronze   | Semifinal Bronze   | Semifinal Bronze   |
| 25 de Janeiro de 2009 | Colômbia           | 26 - 5             | Venezuela          |
| 25 de Janeiro de 2009 | Paraguai           | 22 - 21            | Peru               |
| Data                  | Semifinal Ouro     | Semifinal Ouro     | Semifinal Ouro     |
| 25 de Janeiro de 2009 | Chile              | 14 - 12            | Uruguai            |
| 25 de Janeiro de 2009 | Argentina          | 17 - 5             | Brasil             |
| Data                  | Final 7 e 8        | Final 7 e 8        | Final 7 e 8        |
| 25 de Janeiro de 2009 | Peru               | 14 - 12            | Venezuela          |
| Data                  | Final Bronze 5 e 6 | Final Bronze 5 e 6 | Final Bronze 5 e 6 |
| 25 de Janeiro de 2009 | Colômbia           | 14 - 0             | Paraguai           |
| Data                  | Final Prata 3 e 4  | Final Prata 3 e 4  | Final Prata 3 e 4  |
| 25 de Janeiro de 2009 | Uruguai            | 28 - 0             | Brasil             |
| Data                  | Final Ouro         | Final Ouro         | Final Ouro         |
| 25 de Janeiro de 2009 | Argentina          | 38 - 0             | Chile              |

## Campeão
| Campeonato Sul-Americano de Rugby Seven Masculino de 2009 |
| --------------------------------------------------------- |
| ARGENTINA Campeã (5º título)                              |